# Pierre Francastel
Pierre Francastel (* 8. Juni 1900 in Paris; † 2. Januar 1970 ebendort) war ein französischer Kunsthistoriker und Hochschullehrer.

## Leben
Pierre Francastel studierte zunächst Literatur an der Sorbonne unter dem Hellenisten Paul Mazon (1874–1955). Ab 1925 arbeitete er in der konservatorischen Abteilung in Versailles. Im Jahr 1930 wurde er mit einer Arbeit über die Skulpturen von Versailles promoviert, zuvor hatte er bereits einen Werkverzeichnis zum Künstler François Girardon herausgegeben. Im gleichen Jahr wurde Pierre Francastel Direktor des Institut français in Warschau. 
1936 wurde er Professor an der Universität in Straßburg und dort begann er sich mit soziologischen Aspekten der Kunstproduktion zu beschäftigen. Als die Universität 1939 nach Clermont-Ferrand umzog, hielt er dort im Jahr 1941 Vorlesung über L’histoire de l’art instrument de la propagande germanique. Er gehört ab 1943 der Résistance an.
1948 wurde Pierre Francastel auf den von Lucien Febvre neugeschaffenen Lehrstuhl für Kunstsoziologie an der École des Hautes Études en Sciences Sociales berufen. Einer seiner Schüler war Nikos Chatzēnikolau.

## Schriften (Auswahl)
- Girardon: biographie et catalogue critiques, l’œuvre complète de l’artiste. Paris: Les Beaux-arts, édition d’études et de documents, 1928
- La sculpture de Versailles; essai sur les origines et l’évolution du gout français classique. Paris: A. Morancé, 1930
- Les relations artistiques entre la Pologne et la France, in: Revue des Études Slaves, Année 1937, S. 187–205
- Peinture et société: naissance et destruction d’un espace plastique, de la Renaissance au cubisme. Lyon: Audin, 1951
- La réalité figurative: Éléments structurels de sociologie de l’art. Paris: Éd. Gonthier, 1965

- La Figure et le lieu, l’ordre visuel du Quattrocento. Paris: Gallimard, 1967

- Etudes de sociologie de l’art, Paris: Éd. Denoël, 1970

- L’humanisme roman: Critique des Théories sur l’art du 11e siècle en France. Paris: Mouton, 1970
- Die Zerstörung des plastischen Bildraums, in: Bürger, Peter [Hrsg.]: Seminar: Literatur- und Kunstsoziologie, Frankfurt a. M: Suhrkamp 1978, S. 371–393